# 南条彩
南条彩（日语：／ Nanjou Aya */?、1980年8月13日—1999年3月30日）日本心理健康系网络红人，东京都世田谷区出身。本名鈴木純（／ Suzuki Jun）。

## 人物经历
3岁时父母离婚，母亲在名古屋再婚，南条彩有一段时间由母亲抚养并与继父等人共同生活，但后来由亲生父亲抚养。父女两人住在东京的公寓，并在此环境下成长。
小学毕业前曾受到校园欺凌，也曾长期不去上学。为躲避小学时代同级生的欺凌，并未就读本地初中，而是就读私立初中，但也受到了欺凌。
初一时开始割腕，行为一直延续至其暮年。高三时（1998年7月27日至1998年10月2日）入院大学附属医院精神科的闭锁病栋。
南条彩高三时，在医疗撰稿人町田あかね的网站“町田あかねのおクスリ研究所”（现已关闭）上，就“征集关于精神病和精神药物的体验谈募集”发送了电子邮件。因其写作才能得到赞赏，自1998年5月28日至1999年3月17日，每日都在网站上发表日记（但日记并非其亲自在网站上发表，而是通过电子邮件将日记文本发给町田，町田收到后将其作为南条彩的日记发表到“町田あかねのおクスリ研究所”）。 在南条独立建站前，町田的评论被放在日记文章的底部。独立建站后，评论板块被删除。
因她在日记中吐露了有关自己抑郁症的内容，获得了大量支持，尤其是情况类似的年轻人，并成立了粉丝俱乐部。她还会以电子邮件杂志的方式不定期发行会报。其一大爱好是卡拉OK，她也会邀请朋友去KTV。为压制割腕的冲动她还常去献血。
1999年3月30日正午左右，也就是其高中毕业典礼20天后，南条独自一人前往下北泽的一家KTV，随后3小时大量服用精神药物并陷入昏睡状态，送医抢救无效。其原定在20岁时与較其年长之恋人结婚。
然而其虽然有服用大量精神药物，但并未达到致死量。且因其常割腕与献血，生前还陷入了慢性贫血状态。另外也在遗体解剖时发现了心脏瓣膜的异常。因此死因为“推定自杀”。
代表作为诗歌（死前发送给其恋人的电子邮件，标注在其著作中）。
其个人网站在2008年及之前仍可访问。

### 死后的社会反应
南条的葬礼有粉丝参加悼念，无法到场的人则在网络葬礼上悼念南条。在南条死后一段时间，尤其是2000年之后一段时间，前往精神科就诊的割腕女性患者数量激增。日本国立精神・神经医疗研究中心医院药物依存症中心长松本俊彦称，当时被患者问过不知多少遍“医生您读了南条彩的吗？”
当时部分自残患者将南条彩视为神一般的存在，出现了许多模仿者与追随者。

## 爱好
非常喜欢且珍视学校的制服，并在自己的网站上公开了穿着水手服制服的照片。

## 杂志
- GON!（ミリオン出版） 1998.11.17
- （宝島社）“おかしいネット社会”インタビュー 1999.2.16
- GON!（ミリオン出版） 1999.3～
- 別冊宝島（宝島社）“ 1999.6.17
- テレパル（小学館） 1999.8
- 波（新潮社）9月号  2000.8
- 週刊金曜日（株式会社金曜日）サイト取材 2000.11.10
- www イエローページ（エーアイ出版） 2001.4.11

## 电视节目
- 火曜ファイル“インターネットな女たち”（フジテレビ）1999.8.30　※生前取材的纪录片
- にんげんゆうゆう（NHK）2001.4.10　※约2个月后再次播出。
- スーパーJチャンネル（テレビ朝日）2003.10.11
- NNNドキュメント'07（日本テレビ）2007.8.5深夜

## 著作
- （新潮社 ISBN 4-10-142021-1）　＊因是缩印版，且有家属的补正等内容，因此在理解方面需要注意。